# تپه دره امین‌آباد
تپه دره امین آباد مربوط به عصر آهن است و در شهرستان اسفراین، بخش مرکزی، دهستان روئین، ۱۶۰۰ متری جنوب شرق روستای امین آباد واقع شده و این اثر در تاریخ ۱۸ شهریور ۱۳۸۷ با شمارهٔ ثبت ۲۳۲۹۲ به‌عنوان یکی از آثار ملی ایران به ثبت رسیده است.